# Cavalier Mustang
El Cavalier Mustang fue una versión civil modificada posterior a la Segunda Guerra Mundial del avión estadounidense P-51 Mustang. Aunque originalmente se pensó como un avión personal de alta velocidad, el Cavalier también se exportó para su uso como avión de combate y de apoyo aéreo cercano a las fuerzas aéreas del tercer mundo.

## Desarrollo

### Cavalier 2000
En 1957, el editor de periódicos David Lindsay (1922-2009) fundó Trans Florida Aviation Inc . Su intención era transformar los P-51 militares excedentes en aviones ejecutivos de negocios. Inicialmente, estos aviones se llamaron Trans-Florida Executive Mustang, pero pronto se renombró Trans Florida Aviation Cavalier Mustang. El primero de los Executive Mustang se construyó en 1958 y durante los años siguientes, solo se construyeron y vendieron un puñado de fuselajes.
Para construir el Mustang Ejecutivo, Trans Florida compró excedentes militares P-51. Los fuselajes se desmontaron por completo, el equipo militar se quitó y luego se reconstruyó con un segundo asiento, nueva aviónica, interiores de cuero lujoso, compartimentos de equipaje y esquemas de pintura civil. En 1961, el avión pasó a llamarse Cavalier 2000, en referencia al rango de 2000 millas terrestres (3200 km). Finalmente, se ofrecieron cinco modelos Cavalier diferentes: el Cavalier 750, 1200, 1500, 2000 y 2500, que se diferenciaban en la capacidad de combustible, y el nombre indicaba el alcance aproximado del avión. En el transcurso de la próxima década, se construirían casi 20 de estos aviones. Varias modificaciones aprobadas por la FAA al diseño del Cavalier se realizarían durante ese tiempo, incluidas las salidas de aire fresco de la cabina montadas en el bastidor del toldo, 96 galones estadounidenses (360 l;[1]
Entre 1964 y 1965, Trans Florida completó una inspección IRÁN de más de 30 F-51D de la Fuerza Aérea Dominicana (FAD) en Sarasota.
En 1967, la empresa pasó a llamarse Cavalier Aircraft Corporation .

## Cavaliers Militares

### Cavalier F-51D
En 1967, una década después de crear su primera conversión civil de P-51, el Departamento de Defensa de los Estados Unidos contrató a Trans Florida para crear F-51D de especificación militar para la exportación. Estos aviones militares incorporaron la mayoría de las características mejoradas de los Cavaliers civiles, pero fueron optimizados como combatientes de ataque terrestre . Estos aviones se llamaron Cavalier F-51D Mustangs; Se construyeron nueve aviones de control único (F-51D) y dos de control dual (TF-51D). [2] Los aviones recibieron nuevos números de serie 67-XXXXX y 68-XXXXX. Nueve (incluidos los dos TF-51) fueron entregados a Bolivia , bajo un programa llamado Peace Condor y dos, con tanques de punta, fueron vendidos al Ejército de los Estados Unidos para su uso como Chase , uno de los cuales se conserva en el Museo de Armamento de la Fuerza Aérea en la Base de la Fuerza Aérea Eglin , Florida.

### Cavalier F-51 MustangII
En 1967, Cavalier desarrolló una consecuencia del F-51D diseñado para operaciones de apoyo aéreo cercano y contrainsurgencia , y llamó a este avión Cavalier Mustang II. El Mustang II tenía aviónica mejorada, mejoras estructurales en el ala para permitir un transporte de armas más externo en cuatro puntos duros adicionales y un motor Rolls-Royce Merlin V-1650-724A mejorado.
Se construyeron dos lotes de Mustang II: el primer grupo se construyó para El Salvador en 1968 y el segundo grupo se construyó para exportar a Indonesia en 1972 y 1973. Los cinco Mustang II (incluido un TF-51D) construidos para El Salvador presentaban punta de ala tanques de combustible para aumentar el rango de combate. Cinco Mustang II y un TF-51D se construyeron para Indonesia en 1972, pero no tenían tanques de punta debido a una restricción del Departamento de Estado de EE. UU. En su radio de combate.

### Cavalier Turbo Mustang III / Enforcer
En 1968 Cavalier acopló un turbohélice Rolls-Royce Dart 510 con un fuselaje Mustang II. Este prototipo de financiación privada también estaba destinado a la misma misión CAS / COIN para la que se construyó el Mustang II. El Turbo Mustang III había aumentado radicalmente el rendimiento, junto con un aumento asociado en la carga útil y una disminución en el costo de mantenimiento debido al motor de turbina. A pesar de los numerosos lanzamientos de ventas a la Fuerza Aérea de los Estados Unidos, ni el ejército estadounidense ni ningún operador extranjero compraron el Turbo Mustang III. Buscando una empresa con capacidad de producción en masa, el prototipo Turbo Mustang, ahora llamado "The Enforcer", fue vendido por Lindsay a Piper Aircraft en 1971. [5]
Cavalier Aircraft Corp. se cerró en 1971 para que el fundador / propietario, David Lindsay, pudiera ayudar a desarrollar el Piper PA-48 Enforcer . Lindsay creó una nueva empresa, Field Services Inc., para completar un contrato de Cavalier Mustang II para Indonesia. Muchas de las conversiones de Mustang civiles, así como muchos antiguos Cavaliers militares reimportados, se han restaurado en P-51D y vuelan hoy en los circuitos de exhibición aérea de EE. UU. Y Europa. [6]

## Especificaciones (Cavalier F-51D)

### Características generales
- Tripulación: uno
- Longitud: 34 pies 2 pulg (10,40 m)
- Envergadura: 41 pies 4 pulgadas (12,60 m) (con tanques de punta)
- Altura: 4 m (13 pies 1 pulg)
- Área del ala: 408 pies cuadrados (37,9 m²)
- Peso bruto: 12 000 libras (6350 kg)
- Planta motriz: 1 × Rolls-Royce Merlin 724 Hamilton Standard , hidromático HS de cuatro palas, 1720 shp (1831 kW)

### Rendimiento
- Velocidad máxima: 708 km / h, (440 mph, 380 kn)
- Alcance: 3218 km (2000 millas, 1700 nmi)
- Techo de servicio: 11 465 m (41 000 pies)
- Velocidad de ascenso: 3000 pies / min (15 m/s)
- Carga alar: 34 lb / pies cuadrados (167 kg/m² )
- Potencia / masa : 0,18 hp / lb (0,29 kW/kg)

### Armamento
- Seis puntos de anclaje debajo del ala para una variedad de tiendas
- 6 ametralladoras de 0,50 cal (12,7 mm)